# Саздо Ризов
Саздо Ризов е български общественик и търговец, член на Солунската българска община.

## Биография
Роден е в големия македонски град Велес, тогава в Османската империя. Премества се в Солун, където има голяма търговска къща. Избиран е за член на общината в 1882 година и в много други години. Ризов заедно с Насте Стоянов, Коне Самарджиев, Ничо Попов, Тодор Мацанов, Дамян Кондов е сред членовете на общината, които подкрепят Екзархията и официалната българска политика и се противопоставят на революционните действия.
Дъщеря му Люба Ризова е женена за Владимир Дякович.